# Byske församling
Byske församling var en församling i Luleå stift. Församlingen låg i Skellefteå kommun i Västerbottens län. Församlingen uppgick 2009 i Byske-Fällfors församling.

## Administrativ historik
Församlingen bildades formellt 1 maj 1875 men hade en föregångare i  Ytterstfors bruksförsamling. Denna bildades 1 maj 1838 som en utbrytning ur Skellefteå landsförsamling, men återförenades efter 1866 då man slutade hålla gudstjänst i Ytterstfors och predikantsposten drogs in. Istället beslutade Kungl. Maj:t den 20 december 1867 att en ny, störrea församling skulle brytas ut ur den norra delen av Skellefteå landsförsamling till ett eget pastorat med namnet Byske, vilket skulle ske efter att den nya kyrkan var färdig och efter kyrkoherdens i Skellefteå avgång.
Församlingen var till 1913 utgöra ett eget pastorat. År 1913 utbröts Fällfors församling och därefter till 2009 var församlingen moderförsamling i pastoratet Byske och Fällfors. Församlingen uppgick 2009 i Byske-Fällfors församling.

## Kyrkoherdar
| Ämbetstid | Namn                | Levnadstid | Övrigt |
| --------- | ------------------- | ---------- | ------ |
| 1874–1894 | Carl August Asplund | 1841–1894  |        |
| 1897–     | Olof Häggqvist      | 1849–      |        |

## Befolkningsutveckling
| Befolkningsutvecklingen i Byske församling 1920–1990          | Befolkningsutvecklingen i Byske församling 1920–1990 | Befolkningsutvecklingen i Byske församling 1920–1990 | Befolkningsutvecklingen i Byske församling 1920–1990 | Befolkningsutvecklingen i Byske församling 1920–1990 |
| ------------------------------------------------------------- | ---------------------------------------------------- | ---------------------------------------------------- | ---------------------------------------------------- | ---------------------------------------------------- |
|                                                               |                                                      |                                                      |                                                      |                                                      |
| År                                                            |                                                      |                                                      | Folkmängd                                            |                                                      |
| 1920                                                          | 1920                                                 |                                                      | 7 804                                                |                                                      |
| 1930                                                          | 1930                                                 |                                                      | 7 757                                                |                                                      |
| 1940                                                          | 1940                                                 |                                                      | 7 164                                                |                                                      |
| 1950                                                          | 1950                                                 |                                                      | 6 251                                                |                                                      |
| 1960                                                          | 1960                                                 |                                                      | 5 277                                                |                                                      |
| 1970                                                          | 1970                                                 |                                                      | 4 441                                                |                                                      |
| 1980                                                          | 1980                                                 |                                                      | 4 743                                                |                                                      |
| 1990                                                          | 1990                                                 |                                                      | 4 798                                                |                                                      |
| Anm: Källor: Demografiska databasen, CEDAR, Umeå universitet. |                                                      |                                                      |                                                      |                                                      |

## Kyrkor
- Byske kyrka
- Finnträsks kyrka

## Series pastorum
- 1956–1968: Arthur Degerman